# Renato Pozzetto
Renato Pozzetto (n. 14 iulie 1940, Laveno-Mombello, Lombardia, Regatul Italiei) este un actor italian.